# Bộ Chỉ (黹)
Bộ Chỉ, bộ thứ 204 có nghĩa là "may", "khâu" là 1 trong 4 bộ có 12 nét trong số 214 bộ thủ Khang Hy.
Trong Từ điển Khang Hy có 8 chữ (trong số hơn 40.000) được tìm thấy chứa bộ này.

## Tự hình Bộ Chỉ (黹)

Giáp cốt văn
Kim văn
Đại triện
Tiểu triện

## Chữ thuộc Bộ Chỉ (黹)
| Số nét bổ sung | Chữ      |
| -------------- | -------- |
| 0              | 黹/chỉ/  |
| 4              | 黺       |
| 5              | 黻/phất/ |
| 7              | 黼/phủ/  |